# Swing: Original Motion Picture Soundtrack
A Swing című album Lisa Stansfield brit énekes-dalszerző azonos című filmjének zenei albuma, mely 1999. május 10-én jelent meg, Észak-Amerikában pedig 1999. július 13-án jelentették meg. Az albumra Stansfield 10 dalt írt és négynek a társszerzője volt. Az album kedvező értékelést kapott a zenekritikusoktól, melyet "drágakőnek" neveztek. Az albumon jazz és swing dalok találhatóak, mely a Billboard Top Jazz albumlistán a 6. helyezést érte el. Az albumon 2003. június 2-án újra megjelentették alternatív borítóval.

## Előzmények
1999-ben Stansfield szerepet kapott a Nick Mead féle "Swing" című filmben Hugo Speer színész mellett. Stansfield a swing dalokat feldolgozta, és még néhány hasonló stílusban írt dalt felvett a lemezre. A film premierje 1999. május 7-én volt, a lemez pedig három nappal később jelent meg.

## Tartalom
Az album 15 jazz és swing dalt tartalmaz, melyeket Stansfield ad elő. (tíz dalt), Georgie Fame (két dalt), és Ian Devaney (három instrumentális dalt). Stansfield további négy dal társszerzőjeként  írta a "Gotta Get on This Train", 'Why Do We Call It Love", "I Though That's What You Liked About Me" és a "Two Years Too Blue" című dalokat, valamint további nyolc dal feldolgozását, az "Ain't What You Do" (1939), "Ain't Nobody Here but Us Chickens (1946), "Baby I Need Your Lovin' (1964), "Our Love Is Here to Stay (1938), "Watch the Bridie" (1941), "The Best Is Yet to Come" (1959), "Blitzkieg Baby (1940) és a "Mack the Knife" (1928) című dalokat adja elő.

## Kritikák
| Értékelések |           |
| Értékelő    | Értékelés |
| AllMusic    | [ 1 ]     |

Az album pozitív visszajelzéseket kapott a kritikusoktól. Mark Allan az AllMusic kritikusa az albumot "gyöngyszem"-nek nevezte.[...]. A fényes, és pimaszos dalok kiválóan mutatják be Stansfield magabiztos előadásmódját. Allan azt is hozzátette, hogy ha a film sikeres, a zenére is emlékezni kell.

## Számlista
| 1.    | Ain't What You Do (Lisa Stansfield)                     | Sy Oliver, Trummy Young                     | Ian Devaney | 2:43 |
| 2.    | Ain't Nobody Here but Us Chickens (Lisa Stansfield)     | Alex Kramer, Joan Whitney Kramer            | Devaney     | 2:42 |
| 3.    | Baby I Need Your Lovin' (Lisa Stansfield)               | Holland–Dozier–Holland                      | Devaney     | 3:38 |
| 4.    | Gotta Get on This Train (Georgie Fame)                  | Stansfield, Devaney, Richard Darbyshire     | Devaney     | 2:04 |
| 5.    | Martin's Theme (Instrumental)                           | Devaney                                     | Devaney     | 1:24 |
| 6.    | Why Do We Call It Love (Lisa Stansfield)                | Stansfield, Devaney, Darbyshire             | Devaney     | 4:54 |
| 7.    | Our Love Is Here to Stay (Lisa Stansfield)              | George Gershwin, Ira Gershwin               | Devaney     | 2:43 |
| 8.    | Love Theme (Instrumental)                               | Devaney                                     | Devaney     | 1:06 |
| 9.    | I Thought That's What You Liked About Me (Georgie Fame) | Stansfield, Devaney, Darbyshire             | Devaney     | 3:54 |
| 10.   | Watch the Birdie (Lisa Stansfield)                      | Don Raye, Gene Paul                         | Devaney     | 2:25 |
| 11.   | The Best Is Yet to Come (Lisa Stansfield)               | Cy Coleman, Carolyn Leigh                   | Devaney     | 2:49 |
| 12.   | Martin's Theme (Reprise) (Instrumental)                 | Devaney                                     | Devaney     | 0:43 |
| 13.   | Blitzkrieg Baby (Lisa Stansfield)                       | Fred Fisher, Doris Fisher                   | Devaney     | 2:36 |
| 14.   | Two Years Too Blue (Lisa Stansfield)                    | Stansfield, Devaney, Darbyshire, Nick Mead  | Devaney     | 3:56 |
| 15.   | Mack the Knife (Lisa Stansfield)                        | Kurt Weill, Bertolt Brecht, Marc Blitzstein | Devaney     | 3:12 |
| 40:21 |                                                         |                                             |             |      |

## Slágerlista
| Slágerlista (1999)                         | Legjobb helyezés |
| ------------------------------------------ | ---------------- |
| Egyesült Királyság (OCC)                   | 165              |
| Egyesült Államok Billboard Top Jazz Albums | 6                |

## Kiadási előzmények
| Régió            | Dátum            | Label           | Formátum      | Katalógus     |
| ---------------- | ---------------- | --------------- | ------------- | ------------- |
| Európa           | 1999. május 10.  | BMG Soundtracks | CD            | 74321 66923 2 |
| Egyesült Államok | 1999. július 13. | RCA Victor      | CD            | 09026 63541 2 |
| Európa           | 2003. június 2.  | BMG             | Remastered CD | 28765 22452 9 |